# Trzcianecki Dom Kultury
Trzcianecki Dom Kultury – instytucja samorządowa, zajmująca się rozwijaniem zainteresowań i zaspokajaniem potrzeb kulturalnych mieszkańców miasta i gminy Trzcianka.

## Historia
Początki Trzcianeckiego Domu Kultury sięgają lat sześćdziesiątych XX wieku. W mieście, jak i całej gminie działało wiele zespołów oraz klubów, które borykały się z problemami. W celu udzielenia tym placówkom pomocy, w 1963 r. powołano Powiatową Poradnię Pracy Kulturalno-Oświatowej, która po pięciu latach swojego istnienia dysponowała własnym budżetem. Poradnia organizowała szkolenia członków klubowych, publikowała biuletyny informacyjne, jak również organizowała przeglądy artystyczne, turnieje wiejskie oraz imprezy oświatowe. Przy placówce działały zespoły muzyczne, filmowe, recytatorskie i fotograficzne.
W 1975 r. po reformie administracyjnej kraju, na podwalinach Powiatowej Poradni Pracy Kulturalno-Oświatowej, utworzony został Trzcianecki Dom Kultury. Artyści działający przy TDK odnosili sukcesy na szczeblu wojewódzkim, jak i krajowym (konkursy śpiewacze, fotograficzne, recytatorskie). W 1990 r. dom kultury otrzymał lokal przy ul. Broniewskiego po dawnym Komitecie Miejsko-Gminnym PZPR, w którym mieści się do dzisiaj.
W 2018 nastąpiło połączenie Biblioteki Publicznej im. K. Iłłakowiczówny z Trzcianeckim Domem Kultury, powstała Biblioteka Publiczna i Centrum Kultury im. K. Iłłakowiczówny w Trzciance.

## Obecnie
Dom kultury organizuje wiele przedsięwzięć kulturalnych, do których należą m.in.: Ogólnopolski Konkurs Fotograficzny „Portret”, Dni Trzcianki, w ramach których odbywa się Noc Świętojańska, Wakacyjny Przegląd Horrorów „Wampiriada” czy też Wielkie Malowanie. W ośrodku działają:
- zespoły
  - muzyczne
  - wokalne
- grupy
  - dziecięca taneczna
  - taneczno-marszowa
  - rękodzieła artystycznego
  - fotograficzne
- sekcje
  - plastyczna
  - judo

Działa również galeria, w której odbywają się wystawy artystów lokalnych, jak i krajowych. Instytucja jest także współorganizatorem imprez sportowych dla osób niepełnosprawnych.